# 크리요트로닉스
크리요트로닉스는 전자공학의 산물로 초전도를 사용하며 크리요 전자공학과는 구분이 된다. 크리요트로닉스의 가장 단순한 사용은 크리요트론으로 그것은 스위치이다. 고속의 플륵스 양자 디지털 전자공학 기술이 크리요트로닉스의 좋은 예이다. 왜냐하면 그것은 초전도체에 기반하기 때문이다.
특히, 감도높은 증폭기가 라디오 망원경에 사용되는데 액체 헬륨으로 냉각되어 열 잡신을 줄인다.